# EGFR-Mutation T790M
Die EGFR-T790M-Mutation des epidermalen Wachstumsfaktor-Rezeptors (englisch Epidermal Growth Factor Receptor) wurde als Ursache einer erworbenen Resistenz von Lungenadenokarzinomen gegen Gefitinib oder Erlotinib entdeckt. Es handelt sich um eine einzelne Missense-Mutation, eine Punktmutation, die den Einbau einer anderen Aminosäure in ein Protein verursacht. Die „Missense“-Mutation ist eine „sinnverändernde“ Mutation, die für eine andere Aminosäure codiert. Im Fall des EGFR wird durch eine Mutation in Exon 20 ein Threonin (T) durch ein Methionin (M) an Position 790 in der Kinase-Domäne ersetzt. Threonin ist eine kleine polare Aminosäure; Methionin ist eine größere unpolare Aminosäure.

## Grundlagen
Tyrosinkinasen sind eine Gruppe von Enzymen aus der Familie der Proteinkinasen, deren Aufgabe die reversible Übertragung einer Phosphatgruppe auf die Hydroxygruppe der Aminosäure Tyrosin eines anderen Proteins ist. Dadurch wird die Aktivität des Zielproteins beträchtlich beeinflusst.
Dysregulierte Tyrosinkinasen spielen jedoch häufig eine Schlüsselrolle bei der Entstehung von Tumorerkrankungen. Bei einigen Krebszellen sitzen sehr viele dieser Wachstumsrezeptoren auf der Zellmembran und in Tumorzellen ist die Tyrosinkinase oft dauerhaft aktiv. Die Zelle erhält so ununterbrochen das Signal zur Teilung. Ein Tyrosinkinase-Inhibitor (TKI) kann spezifisch diese Tyrosinkinase hemmen, um eine Tumorerkrankung damit zu behandeln, sprich die Teilung der Krebszellen zu verlangsamen. Dieses winzige Molekül (englisch Small Molecule) kann durch die Zellwand in die Zelle eindringen und dort den innen liegenden Teil des Rezeptors besetzen, sodass die Signalkette, die zur Zellteilung führt, unterbrochen wird. Das Zellwachstum wird dadurch stark verlangsamt. Tyrosinkinase-Inhibitoren wirken wesentlich spezifischer und haben meistens ein geringeres Nebenwirkungsspektrum als herkömmliche Zytostatika.
Tyrosinkinase-Inhibitoren der 1. Generation wurden in den 1990er-Jahren entwickelt, es folgten Tyrosinkinase-Inhibitoren der 2. Generation. TKIs der 3. Generation sind eine neue Wirkstoffklasse, die kovalent an den EGFR binden und die Resistenz gegen TKI der 1. und 2. Generation bei Vorliegen einer T790M-Mutation überwinden können.

## Klinische Bedeutung

Strukturformel von Osimertinib

Patienten mit EGFR-sensibilisierenden Mutationen, die mit TKIs der 1. oder 2. Generation behandelt wurden, sollten zum Zeitpunkt der klinischen oder radiologischen Progression auf T790M getestet werden. Die Ergebnisse sollten die Behandlungsentscheidungen bestimmen. Tests auf das Vorhandensein von EGFR T790M als Resistenzmechanismus können entweder bevorzugt aus zirkulierender Tumor-DNA (englisch Circulating free DNA, cfDNA) aus Plasma mittels der Liquid Biopsy oder aus der DNA aus dem Gewebe mittels konventioneller Biopsie durchgeführt werden.
Ein positives Ergebnis von T790M aus einem cfDNA-Test kann eine Indikation für eine auf die T790M-Mutation  gerichtete Therapie sein. Eine Gewebebiopsie kann folgen, wenn die Liquid Biopsy für T790M negativ ausfällt.
Die T790M-Mutation auf dem Exon 20 des EGFR-Gens ist die häufigste (primäre oder erworbene) Resistenzmutation beim nichtkleinzelligen Bronchialkarzinom (englisch non small cell lung cancer, NSCLC). Irreversible EGFR‐Inhibitoren zeichnen sich durch zusätzliche starke nichtkovalente Bindungsmotive aus und weisen dadurch eine hohe Potenz gegenüber dem Cystein‐mutierten L858R/T790M/C797S‐EGFR‐Enzym auf.
Im November 2015 erteilte die US-amerikanische Zulassungsbehörde (Food and Drug Administration, FDA) eine beschleunigte Zulassung von Osimertinib (Tagrisso®) für die Behandlung von Patienten bei fortgeschrittenem Lungenkrebs mit aktivierenden EGFR-Mutationen. Die Europäische Kommission folgte mit ihrer Zulassung. In Deutschland ist das Arzneimittel seit Februar 2016 zugelassen, seit 7. Juni 2018 als Erstlinientherapeutikum.
Damit die T790M-Testung die angestrebten hohen Qualitätsanforderungen erfüllt, führten die Deutsche Gesellschaft für Pathologie (DGP) und der Bundesverband Deutscher Pathologen 2016 und 2017 je einen Ringversuch im Rahmen der  Qualitätssicherungs-Initiative Pathologie (QuIP) durch.